# Cleeve Harper
Cleeve Harper (* 24. Dezember 2000 in Calgary, Alberta) ist ein kanadischer Tennisspieler.

## Karriere
Harper spielte bis 2018 auf der ITF Junior Tour. Dort konnte er mit Rang 177 seine höchste Notierung in der Jugend-Rangliste erreichen.
Er begann 2019 ein Studium an der University of Texas at Austin, wo er auch College Tennis spielt. 2022 konnte er dort die NCAA Division I Tennis Championships an der Seite von Richard Ciamarra gewinnen. Neben dem Studium nimmt er unregelmäßig auch an Profiturnieren in Nordamerika teil. In Calgary konnte er erstmals einen Sieg auf der ATP Challenger Tour im Einzel verbuchen, ansonsten ist er eher im Doppel erfolgreich. Auf der am niedrigsten dotierten ITF Future Tour gewann er 2022 seinen ersten Titel. Der erste Auftritt auf der ATP Tour, beim Canada Masters, erfolgte Mitte 2022 ebenfalls im Doppel und dank einer Wildcard der Turnierverantwortlichen. Mit Liam Draxl verloren sie ihr Match gegen Simone Bolelli und Fabio Fognini. 

## Erfolge
| Legende (Anzahl der Siege) |
| Grand Slam                 |
| ATP Finals                 |
| ATP Tour Masters 1000      |
| ATP Tour 500               |
| ATP Tour 250               |
| ATP Challenger Tour (6)    |

### Doppel

#### Turniersiege
| Nr. | Datum              | Turnier     | Belag         | Partner         | Finalgegner                         | Ergebnis           |
| --- | ------------------ | ----------- | ------------- | --------------- | ----------------------------------- | ------------------ |
| 1.  | 14. September 2024 | Dobritsch   | Sand          | Liam Draxl      | Francesco Maestrelli Filippo Romano | 6:1, 3:6, [12:10]  |
| 2.  | 26. Oktober 2024   | Sioux Falls | Hartplatz (i) | Liam Draxl      | Ryan Seggerman Patrik Trhac         | 7:5, 6:3           |
| 3.  | 30. November 2024  | Manzanillo  | Hartplatz     | Liam Draxl      | Finn Reynolds Benjamin Sigouin      | 6:74, 7:5, [12:10] |
| 4.  | 25. Januar 2025    | Oeiras      | Hartplatz     | Liam Draxl      | Matwé Middelkoop Denys Moltschanow  | 1:6, 7:5, [10:6]   |
| 5.  | 1. März 2025       | Lugano      | Hartplatz (i) | David Stevenson | Jakub Paul David Pel                | 4:6, 6:3, [10:8]   |
| 6.  | 19. April 2025     | Tallahassee | Sand          | Liam Draxl      | Jamie Cerretani George Goldhoff     | 6:2, 6:3           |